# Роккаверано
Роккаверано (итал. Roccaverano) — коммуна в Италии, располагается в регионе Пьемонт, в провинции Асти.
Население составляет 458 человек (2008 г.), плотность населения составляет 15 чел./км². Занимает площадь 30 км². Почтовый индекс — 14050. Телефонный код — 0144.
В коммуне 25 марта особо празднуется Благовещение Пресвятой Богородицы.

## Демография
Динамика населения:

## Администрация коммуны
- Официальный сайт: http://www.comune.roccaverano.at.it